# Расчётно-платёжная ведомость
Расчётно-платёжная ведомость — ведомость, которая применяются для расчета и выплаты заработной платы работникам наличными из кассы предприятия.

## Определение
Согласно БСЭ расчётно-платёжная ведомость — это бухгалтерский документ для расчётов по заработной плате и выдачи её рабочим и служащим, применяемый на предприятиях и в организациях. 

## Расчётно-платёжная ведомость в Российской Федерации
Согласно Постановлению Госкомстата РФ от 05.01.2004 № 1 унифицированная форма «Расчетно-платежная ведомость» (форма № Т-49) составляется в одном экземпляре в бухгалтерии. Начисление заработной платы производится на основании данных первичных документов по учету выработки, фактически отработанного времени и других документов. В графах «Начислено» проставляются суммы по видам оплат из фонда заработной платы, а также другие доходы в виде различных социальных и материальных благ, предоставленных работнику, оплаченных за счет прибыли организации и подлежащих включению в налоговую базу. Одновременно производится расчет всех удержаний из суммы заработной платы и определяется сумма, подлежащая выплате работнику. На титульном листе  указывается общая сумма, подлежащая выплате. Разрешение на выплату заработной платы подписывается руководителем организации или уполномоченным им на это лицом. В конце ведомости указываются суммы выплаченной и депонированной заработной платы. По истечении срока выплаты против фамилий работников, не получивших заработную плату, соответственно в графах 23 и 5 делается отметка «Депонировано». В конце ведомости после последней записи проводится итоговая строчка для проставления общей суммы ведомости. На выданную сумму заработной платы составляется «Расходный кассовый ордер» (форма № КО-2), номер и дата которого проставляются на последней странице платежной ведомости. В ведомостях, составляемых на машинных носителях информации, состав реквизитов и их расположение определяются в зависимости от принятой технологии обработки информации. При этом форма документа должна содержать все реквизиты унифицированной формы.
Согласно Постановлению Госкомстата РФ от 05.01.2004 № 1 для расчета и выплаты заработной платы работникам используются следующие ведомости:
- «Расчётно-платёжная ведомость» по форме № Т-49;
- «Расчётная ведомость» по форме № Т-51;
- «Платёжная ведомость» по форме № Т-53.

При применении «Расчетно-платежной ведомости» по форме № Т-49 на предприятии «Расчетная ведомость» и «Платежная ведомость» по формам N Т-51 и Т-53 не составляются. На работников, получающих заработную плату с применением платежных карт, составляется только «Расчётная ведомость», а «Расчётно-платёжная ведомость» и «Платёжная ведомость» не составляются.